# Фибигер, Матильда
Матильда Фибигер (дат. Mathilde Fibiger, 13 декабря 1830 — 17 июня 1872) — датская феминистка и писательница.

## Биография
Матильда Фибигер родилась в 1830 г. в Копенгагене. Её родителями были армейский офицер Йохан Адольф Фибигер и Маргрете Сесилия Нильсен Аасен. У неё была старшая сестра Илия Фибигер.
В юности Матильда была частным репетитором на острове Лолланн. В дальнейшем она писала романы и статьи, объединённые темой прав женщин. В 1850 г. она написала книгу Clara Raphael, Tolv Breve («Клара Рафаэль. Двенадцать писем») — частично автобиографический роман о жизни молодой женщины, работающей гувернанткой в провинции, и описывающей свою жизнь в письмах своей подруге Матильде. Роман был опубликован в 1851 г. не без споров: мечты героини романа о большей независимости женщин и её призывы к тому, чтобы эмансипацию сделать целью жизни, заметно противоречили нравам того времени, но литературные достоинства книги всё же взяли верх, а предисловие к книге написал писатель Йохан Людвиг Хейберг. Она также издала брошюры Hvad er Emancipation? («Что такое эмансипация») и Et Besøg («Визит»), повести En Skizze efter det virkelige Liv («Зарисовка из настоящей жизни», 1853), Minona. En Fortaelling («Минона. Сказка», 1854). Последняя книга затрагивала вопросы инцеста и привела не к литературному успеху, а скандалу, после чего Матильда больше не публиковалась.
Несмотря на то, что романы Матильды были замечены критиками, их коммерческая успешность оставляла желать лучшего, и Матильде пришлось дополнять скудное государственное пособие работой швеёй и переводом на датский язык немецкой литературы. Датская государственная телеграфная служба решилась принимать на работу женщин под руководством директора Петера Фабера, и в 1863 г. Матильда начала учиться на женщину-оператора. В 1866 г. она закончила обучение на хельсингёрской телеграфной станции и приступила к работе, став тем самым первой женщиной-телеграфисткой Дании.
Проработав в Хельсингёре два года, в 1866 г. она была переведена руководителем на телеграфную станцию в Нюстед. Здесь она в дополнение к невысокому жалованью столкнулась с агрессивностью мужчин, не желавших подчиняться женщине и видевшей в ней угрозу своему положению. В следующем году Матильда попросила перевести её в Орхус, где был столь же напряжённый моральный климат.
Эти проблемы подточили здоровье Матильды, и в 1872 г. она умерла в возрасте 41 года.
В знак признания усилий Матильды Фибигер Датское женское сообщество в 1980 г. учредило премию Mathildeprisen («Приз имени Матильды»), которая присуждалась как мужчинам, так и женщинам за их заслуги в гендерном равенстве. Её именем названы улица в Фредериксберге и небольшая площадь рядом с Женским музеем (Kvindemuseet i Danmark) в Орхусе.